# Mostra de Venise 2015
La Mostra de Venise 2015 — ou la 72e édition de la Mostra de Venise ou encore la 72e édition du Festival international du film de Venise (en italien : 72ª edizione della Mostra internazionale d'arte cinematografica) — est un festival de cinéma international qui s'est tenu à Venise en Italie du 2 septembre au 12 septembre 2015.

## Déroulement et faits marquants

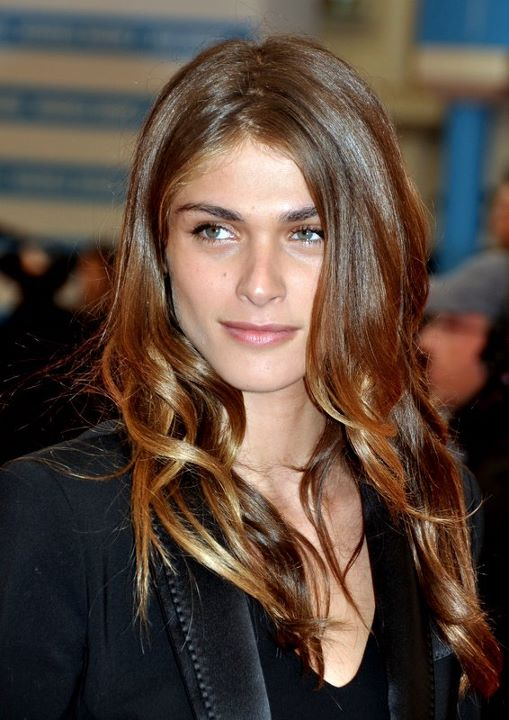
Elisa Sednaoui, maîtresse de cérémonie du 72e Festival de Venise.

Le 27 avril 2015 les organisateurs annoncent que c'est l'actrice italienne Elisa Sednaoui qui sera la maîtresse de cérémonie de cette 72e Mostra.
Le 11 mai 2015, soit deux jours avant l'ouverture du Festival de Cannes 2015, est annoncé par les organisateurs que c'est Alfonso Cuarón qui sera le Président du jury des longs-métrages. Sa dernière venue remonte à 2013, il faisait l'ouverture avec Gravity.
Le 6 juillet 2015 est dévoilé l'affiche de cette 72e édition. Il s'agit d'une affiche d'Antoine Doinel et Jean-Pierre Léaud qui met en vedette l'icône des années 1980 Nastassja Kinski dans le film Paris, Texas de Wim Wenders, ainsi que Les Quatre Cents Coups de François Truffaut. À noter que Kinski a été membre du jury du Festival de Saint-Sébastien récemment.
Deux jours plus tard, le 8 juillet 2015, le film d'ouverture est dévoilé : Everest du réalisateur islandais Baltasar Kormákur. Le film réunit notamment Jason Clarke, Josh Brolin, John Hawkes, Robin Wright, Michael Kelly, Sam Worthington, Keira Knightley (qui avait présentée A Dangerous Method à la Mostra 2011), Emily Watson et le juré de Cannes 2015 Jake Gyllenhaal.
Le 24 juillet 2015, il est annoncé que le film Strictly Criminal sera présenté hors compétition. Il s'agit du nouveau film de Scott Cooper avec comme tête d'affiche Johnny Depp, Kevin Bacon et Sienna Miller (qui comme Gyllenhaal, était membre du jury à Cannes en mai 2015).
L'ensemble des jurys sont dévoilés le 27 juillet 2015, avec notamment l'actrice allemande Diane Kruger qui referme ici son rôle de jurée des trois plus grands festivals de cinéma du monde (elle a été membre du jury de la Berlinale 2008 et du Festival de Cannes 2012). On y apprend aussi que le réalisateur français Bertrand Tavernier recevra le Lion d'or pour la carrière.
C'est deux jours plus tard qu'est annoncée la sélection officielle des films.
C'est l'actrice, mannequin et réalisatrice d'origine italienne, égyptienne et française Elisa Sednaoui qui est la maîtresse des cérémonies d'ouverture et de clôture.

## Jurys

### Jury international

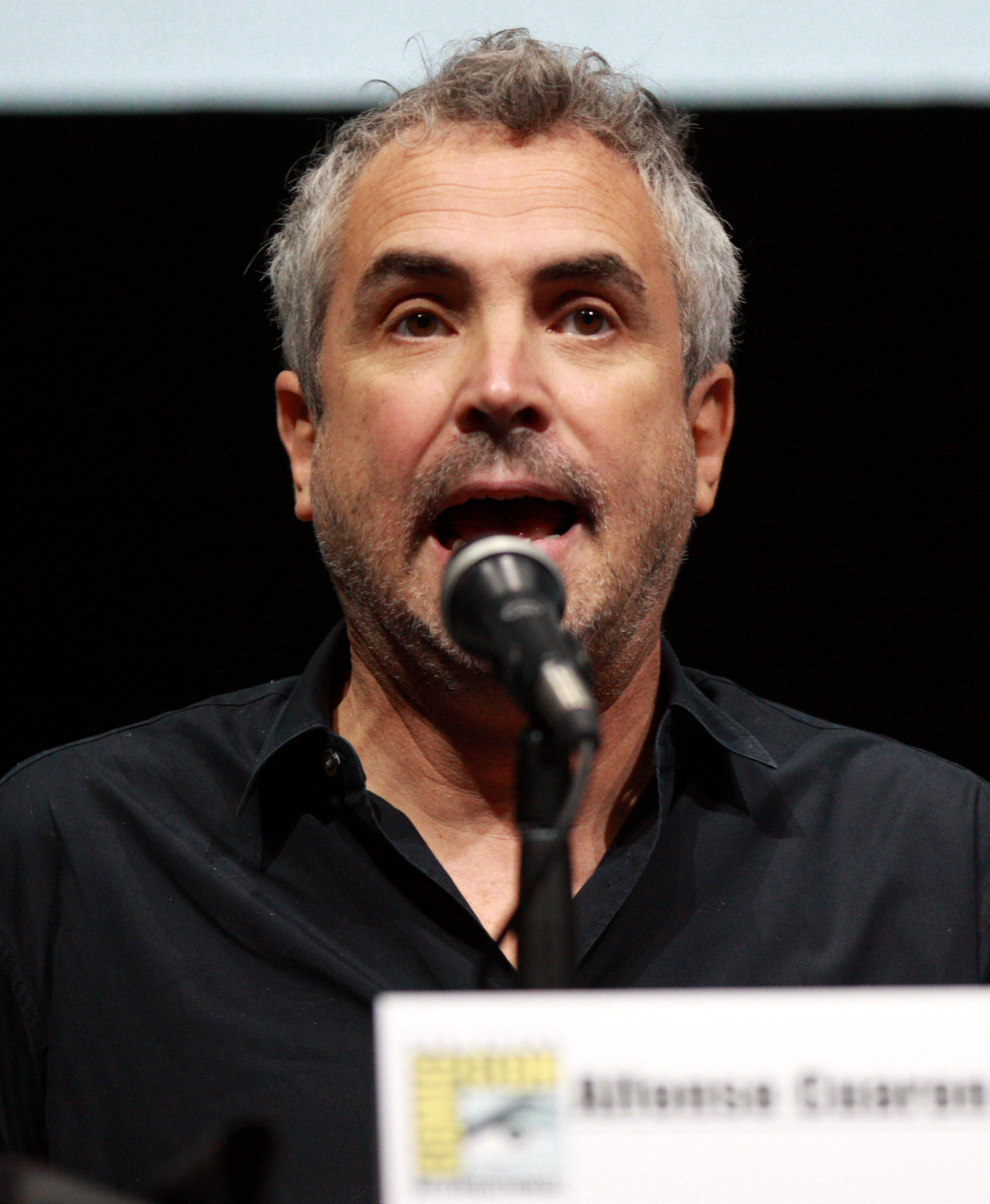
Alfonso Cuarón, président du jury de la 72e Mostra de Venise.

- Alfonso Cuarón : réalisateur, scénariste et producteur  Mexique (président du jury)
- Emmanuel Carrère : écrivain  France
- Diane Kruger : actrice  Allemagne
- Elizabeth Banks : actrice et réalisatrice  États-Unis
- Hou Hsiao-hsien : réalisateur  Taïwan
- Nuri Bilge Ceylan : réalisateur  Turquie
- Francesco Munzi : réalisateur  Italie
- Pawel Pawlikowski : réalisateur  Pologne
- Lynne Ramsay : réalisatrice  Royaume-Uni

### Jury du Prix Horizon
- Jonathan Demme : réalisateur américain (président du jury)
- Alix Delaporte : réalisatrice et scénariste française
- Paz Vega : actrice espagnole
- Fruit Chan : réalisateur chinois
- Anita Caprioli : actrice italienne

### Jury duPrix Luigi De Laurentiis
- Saverio Costanzo : scénariste italien (président du jury)
- Roger Garcia : producteur chinois et président du Festival international du film de Hong Kong
- Natacha Laurent : historienne et critique de film française
- Charles Burnett : réalisateur américain
- Daniela Michel : journaliste mexicaine

## Sélection

### In concorso
Films présentés en compétition.
| Titre                              | Réalisation                   | Pays                               | Distribution |
| ---------------------------------- | ----------------------------- | ---------------------------------- | --- |
| Frenzy (Abluka)                    | Emin Alper                    | Turquie France Qatar               | Mehmet Özgür, Berkay Ates |
| Heart of a Dog                     | Laurie Anderson               | États-Unis                         | Laurie Anderson |
| Sangue del mio sangue              | Marco Bellocchio              | Italie France Suisse               | Roberto Herlitzka, Pier Giorgio Bellocchio, Lydiya Liberman, Fausto Russo Alesi, Alba Rohrwacher, Federica Fracassi, Filippo Timi |
| Looking for Grace                  | Sue Brooks                    | Australie                          | Richard Roxburgh, Radha Mitchell, Odessa Young, Terry Norris, Harry Richardson                                                    |
| Equals                             | Drake Doremus                 | États-Unis                         | Kristen Stewart, Nicholas Hoult, Guy Pearce, Jacki Weaver                                                                         |
| Remember                           | Atom Egoyan                   | Canada Allemagne                   | Christopher Plummer, Martin Landau, Dean Norris, Bruno Ganz, Jürgen Prochnow, Heinz Lieven                                        |
| Beasts of No Nation                | Cary Fukunaga                 | États-Unis                         | Idris Elba, Ama Abebrese, Abraham Attah                                                                                           |
| Per amor vostro                    | Giuseppe M. Gaudino           | Italie                             | Valeria Golino, Massimiliano Gallo, Adriano Giannini                                                                              |
| Marguerite                         | Xavier Giannoli               | France République tchèque Belgique | Catherine Frot, André Marcon, Michel Fau, Christa Théret, Denis Mpunga, Sylvain Dieuaide                                          |
| Rabin, The Last Day                | Amos Gitai                    | Israël France                      | Ischac Hiskiya, Pini Mitelman, Michael Warshaviak, Einat Weizman, Rotem Keinan, Yogev Yefet, Yael Abecassis                       |
| A Bigger Splash                    | Luca Guadagnino               | Italie France                      | Tilda Swinton, Ralph Fiennes, Matthias Schoenaerts, Dakota Johnson, Corrado Guzzanti                                              |
| The Endless River                  | Oliver Hermanus               | Afrique du Sud France              | Nicolas Duvauchelle, Crystal-Donna Roberts, Clayton Evertson, Darren Kelfkens, Denise Newman                                      |
| Danish Girl                        | Tom Hooper                    | Royaume-Uni États-Unis             | Eddie Redmayne, Alicia Vikander, Amber Heard, Sebastian Koch, Ben Whishaw, Matthias Schoenaerts                                   |
| Anomalisa (film d'animation)       | Charlie Kaufman, Duke Johnson | États-Unis                         | Jennifer Jason Leigh, David Thewlis, Tom Noonan                                                                                   |
| Béhémoth - Le Dragon noir          | Zhao Liang                    | Chine France                       | film documentaire |
| L'attesa                           | Piero Messina                 | Italie France                      | Juliette Binoche, Lou de Laâge, Giorgio Colangeli, Domenico Diele, Antonio Folletto, Giovanni Anzaldo                             |
| 11 Minutes (11 Minut)              | Jerzy Skolimowski             | Pologne Irlande                    | Richard Dormer, Paulina Chapko, Wojciech Mecwaldowski, Dawid Ogrodnik, Andrzej Chyra                                              |
| Francofonia                        | Alexandre Sokourov            | France Allemagne Pays-Bas          | Louis-Do de Lencquesaing, Benjamin Utzerath, Vincent Nemeth, Johanna Korthals Altes                                               |
| El Clan                            | Pablo Trapero                 | Argentine Espagne                  | Guillermo Francella, Peter Lanzani                                                                                                |
| Les Amants de Caracas (Desde allà) | Lorenzo Vigas                 | Venezuela                          | Alfredo Castro, Luis Silva |
| L'Hermine                          | Christian Vincent             | France                             | Fabrice Luchini, Sidse Babett Knudsen                                                                                             |

### Fuori concorso
Films présentés hors compétition.
| Titre                                                            | Réalisation                 | Pays                    |
| ---------------------------------------------------------------- | --------------------------- | ----------------------- |
| Everest (film d'ouverture)                                       | Baltasar Kormákur           | Royaume-Uni États-Unis  |
| Spotlight                                                        | Thomas McCarthy             | États-Unis              |
| Winter on Fire (film documentaire)                               | Evgeny Afineevsky           | Ukraine                 |
| Go with me                                                       | Daniel Alfredson            | États-Unis Canada Suède |
| Human (film documentaire)                                        | Yann Arthus-Bertrand        | France                  |
| De Palma (film documentaire)                                     | Noah Baumbach, Jake Paltrow | États-Unis              |
| Janis (film documentaire)                                        | Amy Berg                    | États-Unis              |
| Mauvaise Graine (Non Essere Cattivo)                             | Claudio Caligari            | Italie                  |
| Black Mass                                                       | Scott Cooper                | États-Unis              |
| Mr. Six (Lao Pao Er)                                             | Hu Guan                     | Chine                   |
| Sobytie (film documentaire)                                      | Sergei Loznitsa             | Pays-Bas Belgique       |
| Gli Uomini di Questa Città io non li Conosco (film documentaire) | Franco Maresco              | Italie                  |
| Afternoon (Na Ri Xiawu)                                          | Tsai Ming-liang             | Taïwan                  |
| L'Esercito più Piccolo del Mondo (film documentaire)             | Gianfranco Pannone          | Vatican Italie Suisse   |
| La Calle de la Amargura                                          | Arturo Ripstein             | Mexique Espagne         |
| The Audition                                                     | Martin Scorsese             | États-Unis              |
| La Vie et rien d'autre                                           | Bertrand Tavernier          | France                  |
| In Jackson Heights (film documentaire)                           | Frederick Wiseman           | États-Unis              |

### Orizzonti

#### Longs métrages
- Madame Courage de Merzak Allouache  Algérie  France  Émirats arabes unis
- A Copy of my Mind de Joko Anwar  Géorgie  Allemagne  France
- Pecore in Erba de Alberto Caviglia  Italie
- Tempête de Samuel Collardey  France
- The Childhood of a Leader de Brady Corbet  Royaume-Uni  Hongrie  Belgique  France
- Italian Gangster de Renato De Maria  Italie
- Wednesday, May 19 (Chaharshanbeh, 19 Ordibehesht) de Vahid Jalilvand  Iran
- Mountain de Yaelle Kayam  Israël  Danemark
- A War (Krigen) de Tobias Lindholm  Danemark
- Interrogation (Visaaranai) de Vetri Maaran  Inde
- Free in Deed de Jake Mahaffy  États-Unis  Nouvelle-Zélande
- Neon Bull (Boi Neon) de Gabriel Mascaro (en)  Brésil  Uruguay  Pays-Bas
- Man Down de Dito Montiel  États-Unis
- Why Hast Thou Forsaken Me (Lama Avaztani) de Hadar Morag  Israël  France
- Un monstre à mille têtes (Un Monstruo de Mil Cabezas) de Rodrigo Plá  Mexique
- Mate-me Por Favor d’Anita Rocha da Silveira  Brésil  Argentine
- Taj Mahal de Nicolas Saada  France  Belgique
- Interruption de Yorgos Zois  Grèce  France  Croatie

#### Courts métrages
- New Eyes de Hiwot Admasu Getaneh  France  Royaume-Uni  Allemagne
- E.T.E.R.N.I.T. de Giovanni Aloi  France
- En Defensa Propria de Mariana Arriaga  Mexique
- Violence en Réunion de Karim Boukercha  France
- It Seems to Hang On de Kevin Jerome Everson  États-Unis
- Monkey (Hou) de Shen Jie  Chine
- Târantula de Aly Muritiba, Marja Calafange  Brésil
- 55 Pastillas de Sebastiàn Muro  Argentine
- Seide de Elnura Osmonalieva Modèle:Kirghistan
- Champ des Possibles (film documentaire) de Cristina Ricchi  Canada
- Backyards (Dvorista) de Ivan Salatic  Monténégro
- The Young Man who came from the Chee River (Jer Gun Muer Rao Jer Gun) de Wichanon Somumjarn  Thaïlande
- Belladonna de Dubravka Turic  Croatie
- Oh Gallow Lay de Julian Wayser  États-Unis

#### Hors compétition
- Zero de David Victori  États-Unis  Royaume-Uni  Espagne  Mexique

### Venezia Classici

#### Venezia Classici
- Venise (1912) d'un réalisateur inconnu  France (court métrage)
- La Rage au cœur (To Sleep With Anger, 1990) de Charles Burnett  États-Unis
- Le Beau Serge (1958) de Claude Chabrol  France
- Assoiffé (Pyaasa, 1973) de Guru Dutt  Inde
- Alexandre Nevski (Александр Невский, 1938) de Sergueï Eisenstein  Union soviétique
- Gardez le sourire (Sonnenstrahl, 1933) de Paul Fejos  Allemagne  Autriche
- Amarcord (1973) de Federico Fellini  Italie
- Hardly a Criminal (Apenas un delincuente, 1949) de Hugo Fregonese  Argentine
- Pattes blanches (1949) de Jean Grémillon  France
- L'Espoir (Umut, 1970) de Yılmaz Güney  Turquie
- Les Garçons de Fengkuei (Feng gui lai de ren, 1983) de Hou Hsiao-hsien  Taïwan
- The Power and the Glory (1933) de William K. Howard  États-Unis
- The Trial of Vivienne Ware (1932) de William K. Howard  États-Unis
- Barberousse (Akahige, 1965) de Akira Kurosawa  Japon
- La Louve de Calabre (La lupa, 1953) de Alberto Lattuada  Italie
- Le ciel peut attendre (Heaven Can Wait, 1943) de Ernst Lubitsch  États-Unis
- Léon Morin, prêtre (1961) de Jean-Pierre Melville  France
- Nous voulons les colonels (Vogliamo i colonelli, 1973) de Mario Monicelli  Italie
- Salò ou les 120 Journées de Sodome (Salò o le 120 giornate di Sodoma, 1976) de Pier Paolo Pasolini  Italie
- Une question de vie ou de mort (A Matter of Life and Death, 1946) de Michael Powell et Emeric Pressburger  Royaume-Uni
- Les Monstres (I Mostri, 1963) de Dino Risi  Italie

#### Documentaires
- A Flickering Truth de Pietra Brettkelly Modèle:Nouvelle Zélande  Afghanistan
- Helmut Berger, actor de Andreas Horvath  Autriche
- Alfredo Bini, The Unexpected Guest de Simone Isola Modèle:Italy
- For the Love of a Man de Rinku Kalsy  Inde
- Jacques Tourneur, le médium (filmer l'invisible) de Alain Mazars  France
- The 1000 Eyes of Dr. Maddin de Yves Montmayeur  France
- Mifune : The Last Samurai de Steven Okazaki  Japon
- Dietro gli Occhiali Blanchi de Valerio Ruiz  Italie

### Il Cinema nel Giardino

#### Il Cinema nel Giardino
- Pino ZAC – Un Italien Fou dans le Vent de Massimo Denaro  Italie
- Al centro del cinema de Gianandrea Caruso, Chiara Dainese, Davide Minotti, Bernardo Pellegrini, Maria Tilli  Italie
- Torn - Strappati de Alessandro Gassmann  Italie
- Il decalogo di Vasco de Fabio Masi  Italie
- Il pesce rosso dov'è? de Elisabetta Sgarbi  Italie
- Carlo Lizzani, Il mio cinema de Roberto Torelli, Cristina Torelli, Paolo Luciani  Italie

#### Sélection Officielle 2015Venice Days
| Titre Français           | Titre Original           | Réalisateur(s)                 | Pays de Production                             |
| ------------------------ | ------------------------ | ------------------------------ | ---------------------------------------------- |
| La Mémoire de l'eau (en) | La memoria del agua      | Matías Bize                    | Chilie, Espagne, Argentine, Allemagne          |
| À peine j'ouvre les yeux | À peine j'ouvre les yeux | Leyla Bouzid                   | France, Tunisie, Belgique, Émirats Arabes Unis |
| 'Viva la sposa           | Viva la sposa            | Ascanio Celestini              | Italie, France, Belgique                       |
| Klezmer                  | Klezmer                  | Piotr Chrzan                   | Pologne                                        |
| Retribution              | El desconocido           | Dani de la Torre               | Espagne                                        |
| Lolo                     | Lolo                     | Julie Delpy                    | France                                         |
| Arianna                  | Arianna                  | Carlo Lavagna                  | Italie                                         |
| First Light              | La prima luce            | Vincenzo Marra                 | Italie                                         |
| Island City              | Island City              | Ruchika Oberoi                 | Inde                                           |
| Underground Fragrance    | Underground Fragrance    | Pengfei                        | France, Chine                                  |
| Early Winter             | Early Winter             | Michael Rowe Venice Days Award | Australie, Canada                              |
| The Daughter             | The Daughter             | Simon Stone                    | Australia                                      |

## Palmarès

### En compétition
Sélection officielle
| Prix                                                   | Attribué à                                   | Pays                   |
| ------------------------------------------------------ | -------------------------------------------- | ---------------------- |
| Lion d'or                                              | Les Amants de Caracas de Lorenzo Vigas       | Venezuela              |
| Lion d'argent - Grand prix du jury                     | Anomalisa de Charlie Kaufman et Duke Johnson | États-Unis             |
| Lion d'argent du meilleur réalisateur                  | Pablo Trapero pour El Clan                   | Argentine              |
| Queer Lion                                             | Tom Hooper pour Danish Girl                  | Royaume-Uni États-Unis |
| Coupe Volpi pour la meilleure interprétation masculine | Fabrice Luchini pour L'Hermine               | France                 |
| Coupe Volpi pour la meilleure interprétation féminine  | Valeria Golino dans Per amor vostro          | Italie                 |
| Prix Osella pour le meilleur scénario                  | L'Hermine de Christian Vincent               | France                 |
| Prix Marcello-Mastroianni du meilleur espoir           | Abraham Attah pour Beasts of No Nation       | États-Unis             |
| Prix spécial du jury                                   | Frenzy de Emin Alper                         | Turquie                |

Sélection Horizon
- Prix du meilleur film de la section Orizzonti: Free in Deed de Jake Mahaffy
- Prix spécial de la section Orizzonti: Boi neon de Gabriel Mascaro (en)
- Prix du meilleur réalisateur de la section Orizzonti: Brady Corbet pour The Childhood of a Leader

Sélection Luigi De Laurentiis
- Prix Luigi de Laurentis de la meilleure première œuvre: The Childhood of a Leader de Brady Corbet

### Sélections parallèles
| Prix                            | Attribué à                                                           | Pays   |
| ------------------------------- | -------------------------------------------------------------------- | ------ |
| Prix FIPRESCI (compétition)     | Sangue del mio sangue de Marco Bellocchio                            | Italie |
| Prix FIPRESCI (section Horizon) | Wednesday, May 19 (Chaharshanbeh, 19 Ordibehesht) de Vahid Jalilvand | Iran   |

### Prix spéciaux
| Prix                       | Attribué à         | Pays   |
| -------------------------- | ------------------ | ------ |
| Lion d'or pour la carrière | Bertrand Tavernier | France |